# Donji Kraji

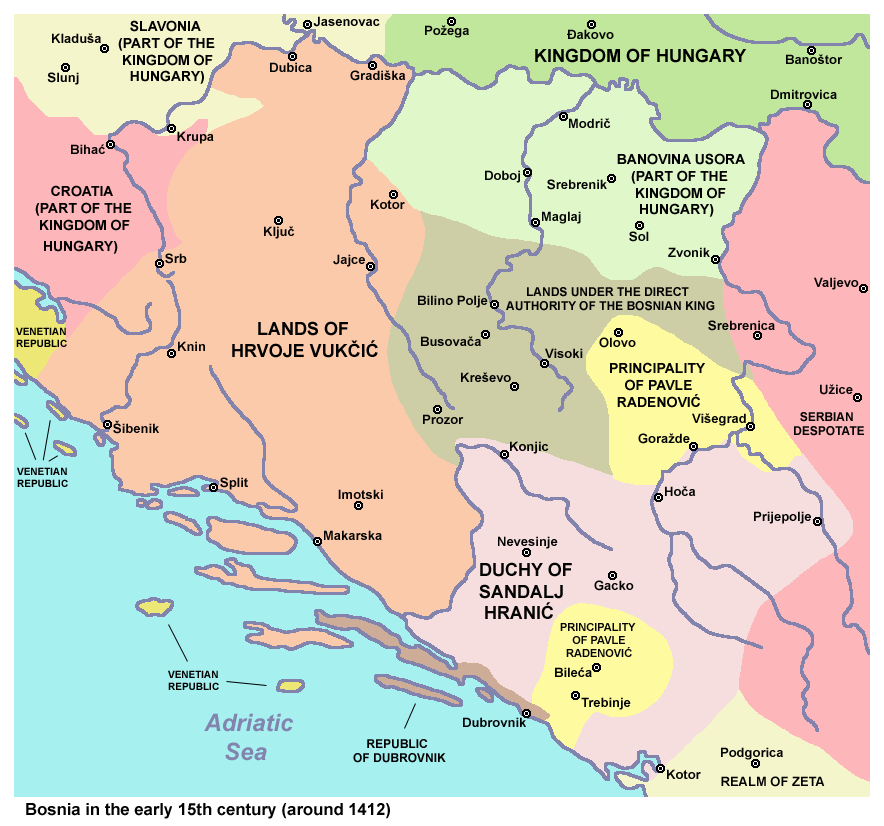
Carte de la Bosnie, début du XVe siècle (vers 1412) - Terres de Hrvoje Vukčić, duché de Sandalj Hranić, principauté de Pavle Radenović, Banovina Usora et terres sous l'autorité directe du roi de Bosnie.

Donji Kraji (Basse Régions) ou Olfeld, connu en Partes inferiores, est une petite région médiévale maintenant située dans le nord-ouest actuel de la Bosnie-Herzégovine, correspondant approximativement à Bosanska Krajina, et une partie de la Croatie au Moyen Âge

## Histoire
Donji Kraji fait référence à une région autour de Ključ, sur la Sana, and Vrbas. Partie de la paroisse croate de Pliva, à partir du XIIIe siècle, la région a été plus souvent appelée « Donji kraji Slavonije » plutôt que « Donji kraji Bosne » ou encore « Donji kraji Bosanski ».
Le territoire de Donji Kraji au XIIIe siècle comprenait les paroisses de : Uskoplje, Pliva, Luka, Vrbas, Zemljanik (Resnik), Vrbanja, Tribava (Trijebovo), Mel, Lušci et Banjica. 
Pendant le règne de Hrvoje, Donji Kraji temporairement a fusionné avec Sana, Glaž, Vrbas (qui a depuis été perdu), et brièvement Dubica,,,.
Le territoire était le centre des nobles puissants de Hrvatinići, qui étaient les vice-rois de la Bosnie, de Dalmatie et de la Croatie.
Ici Hrvoje Vukčić Hrvatinić a construit la ville royale de Jajce (œuf).